# ブル語
ブル語（ブルご、英: Bulu language）はカメルーンに居住するBeti-Pahuinによって話されている言語である。話者数として母語話者は174,000人（1982年）、第二言語話者は800,000人（1991年）である。言語名別称はブールー語（Boulou）。
ブル語はバントゥー語群に属する言語である。ベティ語の方言であり、エトン語、エウォンド語、ファン語とは相互に理解可能である。